# 오아시스급

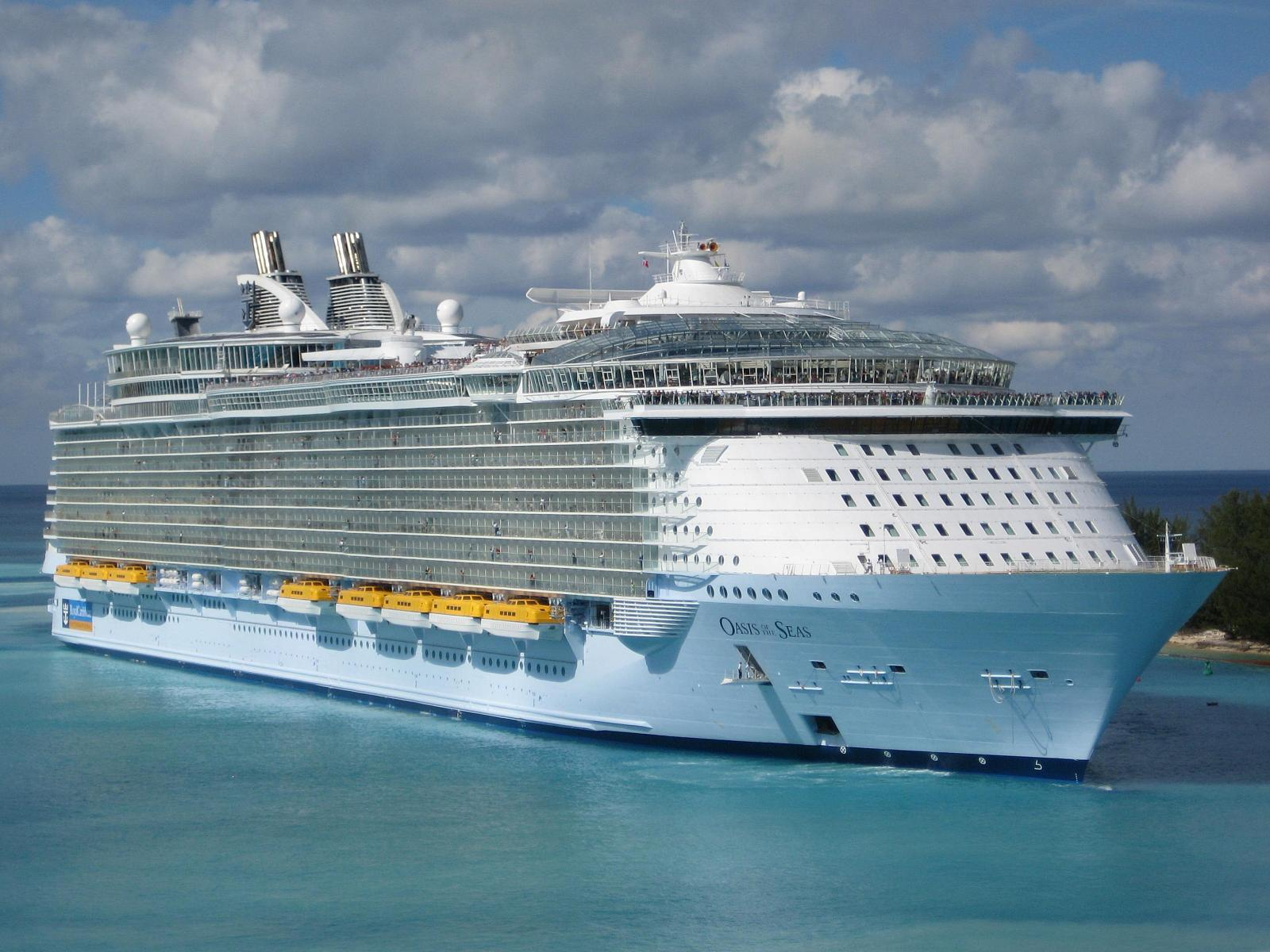
오아시스 오브 더 시즈.

오아시스 급은 함선급 중 하나이다.

## 오아시스급 크루즈선 정보
오아시스 급 크루즈선은 오아시스 오브 더 시스이며, 오아시스 오브 더 시스의 제작소는 STX이다. 또한 운영회사는 로얄캐리비안 인터내셔널(Royal Caribbean Cruze)이고, 세계 최대급 규모 오아시스급 크루즈이다. 같은 선급으로는 프리덤급이 있다.

## 오아시스 급 크루즈선
오아시스 오브 더 시즈